# І кохання трапляється
І кохання трапляється (англ. Aur Pyaar Ho Gaya) — індійський романтичний фільм на хінді 1997 року режисера Рахула Равайла з Боббі Деолом (Bobby Deol) та Айшварією Рай. Цей фільм ознаменував дебют у хінді для фільму Айшварія Рай. Музику фільму склав єдиний співак каввалі Нусрат Фатех Алі Хан, який також епізодично з'являється у фільмі. Він помер лише через добу після виходу фільму.